# Anne Dandurand
Pour les articles homonymes, voir Dandurand.
Anne Dandurand, née en 1953 à Montréal, est une romancière, nouvelliste, comédienne, cinéaste et journaliste québécoise.

## Biographie
Ayant d'abord exercé les métiers de journaliste, de comédienne et de cinéaste, Anne Dandurand poursuit son cheminement professionnel en tant qu'écrivaine.
En 1982, Anne Dandurand publie son premier roman, en collaboration avec sa sœur jumelle Claire Dé, La louve-garou (Éditions de la Pleine Lune, 1982),,,. Elle fait ensuite paraître trois romans : Un Cœur qui craque : journal imaginaire (VLB Éditeur, 1990), La marquise ensanglantée (XYZ, 1996) ainsi que Les porteuses d'ombre : histoires (Planète Rebelle, 1999),,.
Comme nouvelliste, elle publie quatre titres, soit Voilà c'est moi : c'est rien j'angoisse : journal imaginaire (Triptyque, 1987), L'Assassin de l'intérieur ; Diables d'espoir (XYZ, 1988), Petites âmes sous ultimatum (XYZ, 1991) ainsi que La salle d'attente (XYZ, 1994) qui sera également adapté au théâtre,,.
Dandurand signe des textes dans plusieurs collectifs au Québec, au Canada anglais, aux États-Unis, en France, en Allemagne, en Suisse ainsi qu'en Hollande.

## Œuvres

### Romans
- La Louve-garou, en collaboration avec Claire Dé, Montréal, Éditions de la Pleine Lune, 1982, 154 p. (ISBN 2890240193)
- Un Cœur qui craque : journal imaginaire, Outremont, VLB Éditeur, 1990, 131 p. (ISBN 289005425X)
- La marquise ensanglantée, Montréal, XYZ, 1996, 112 p. (ISBN 2-89261-160-1)
- Les porteuses d'ombre : histoires, Montréal, Planète Rebelle, 1999, 56 p. (ISBN 2-922528-01-4)

### Nouvelles
- Voilà c'est moi : c'est rien j'angoisse : journal imaginaire, Montréal, Triptyque, 1987, 77 p. (ISBN 289031054X)
- L'Assassin de l'intérieur ; Diables d'espoir, Montréal, Éditions XYZ, 1988, 64 p. (ISBN 289261015X)
- Petites âmes sous ultimatum, Montréal, XYZ, 1991, 108 p. (ISBN 2892610451)
- La salle d'attente, Montréal, XYZ, 1994, 60 p. (ISBN 2-89261-111-3)

## Prix et honneurs
- 1987 - Récipiendaire : Concours de nouvelles de la revue française N comme nouvelles (pour Un appartement tout confort)[11]
- 1990 - Récipiendaire : Grand Prix de la nouvelle pour la jeunesse, Salon du livre pour la jeunesse à Paris (pour La dernière journée du milk-shake)[12],[13]